# Tenuipalpus cupressoides
Tenuipalpus cupressoides är en spindeldjursart som beskrevs av Meyer och Uri Gerson 1980. Tenuipalpus cupressoides ingår i släktet Tenuipalpus och familjen Tenuipalpidae. Inga underarter finns listade i Catalogue of Life.